# Громовка (Сакский район)
Гро́мовка  (до 1948 года Коту́р; укр. Громовка, крымскотат. Qotur, Къотур) — село (с 18 сентября 2013 года) в Сакском районе Крыма, в составе Охотниковского сельского поселения (согласно административно-территориальному делению Украины — Охотниковского сельского совета Автономной Республики Крым).

## Население
| 2001 | 2014 |
| ---- | ---- |
| 28   | ↘11  |

### Динамика численности
| - 1806 год — 71 чел. - 1864 год — 106 чел. - 1889 год — 95 чел. - 1892 год — 100 чел. - 1900 год — 66 чел. - 1915 год — 10/50 чел. | - 1926 год — 43 чел. - 1939 год — 51 чел. - 1989 год — 21 чел. - 2001 год — 28 чел. - 2009 год — 14 чел. - 2014 год — 11 чел. |

## Современное состояние
На 2016 год в Громовке 1 улица — Промышленная; на 2009 год, по данным сельсовета, село занимало площадь 5 гектаров, на которой в 9 дворах числилось 14 жителей. В Громовке действует ОАО «Сакский комбикормовый завод»

## Название
Котур (Qotur) по-крымскотатарски значит «чесотка». Населённый пункт с таким же названием находится в иранском Западном Азербайджане.

## География
Громовка — маленькое село в центре района, в степном Крыму, в одной из балок, впадающих в озеро Сасык, высота центра села над уровнем моря — 17 м. Соседние сёла — Карьерное менее 1 км на север, Охотниково на 2 км на юг и Рунное в 2,5 км на северо-запад. Расстояние до райцентра — около 17 километров (по шоссе), там же ближайшая железнодорожная станция Саки (на линии Остряково — Евпатория). Через посёлок проходит грузовая железнодорожная линия к каменоломням. Транспортное сообщение осуществляется по региональной автодороге 35Н-450 Вересаево — Громовка (по украинской классификации С-0-11202).

## История
Первое документальное упоминание села встречается в Камеральном Описании Крыма… 1784 года, судя по которому, в последний период Крымского ханства Корулы входил в Козловский кадылык Козловского каймаканства. После присоединения Крыма к России (8) 19 апреля 1783 года, (8) 19 февраля 1784 года, именным указом Екатерины II сенату, на территории бывшего Крымского Ханства была образована Таврическая область и деревня была приписана к Евпаторийскому уезду. После Павловских реформ, с 1796 по 1802 год, входила в Акмечетский уезд Новороссийской губернии. По новому административному делению, после создания 8 (20) октября 1802 года Таврической губернии, Котур был включён в состав Урчукской волости Евпаторийского уезда.
По Ведомости о волостях и селениях, в Евпаторийском уезде с показанием числа дворов и душ… от 19 апреля 1806 года, в деревне Кутур числилось 12 дворов и 71 житель, исключительно крымских татар. На военно-топографической картегенерал-майора Мухина 1817 года деревня Кутур обозначена с 15 дворами. После реформы волостного деления 1829 года Котур, согласно «Ведомости о казённых волостях Таврической губернии 1829 года», остался в составе Урчукской волости. На карте 1836 года в деревне 23 двора, как и на карте 1842 года.
В 1860-х годах, после земской реформы Александра II, деревню приписали к Абузларской волости. В «Списке населённых мест Таврической губернии по сведениям 1864 года», составленном по результатам VIII ревизии 1864 года, Котур — владельческая татарская деревня, с 18 дворами, 106 жителями и мечетью. По обследованиям профессора А. Н. Козловского 1867 года, глубина колодцев в деревне составляла 14—20 саженей (30—40 м), но вода в них была солёная и горькая. На трехверстовой карте Шуберта 1865—1876 года в деревне Котур обозначено 8 дворов — видимо, часть населения выехала в Турцию в результате эмиграции крымских татар, особенно массовой после Крымской войны 1853—1856 годов. В «Памятной книге Таврической губернии 1889 года», по результатам Х ревизии 1887 года, в деревне Котур числилось 17 дворов и 95 жителей. Согласно «…Памятной книжке Таврической губернии на 1892 год», в деревне Котур, входившей в Биюк-Борашский участок, числилось 100 жителей в 11 домохозяйствах.
Земская реформа 1890-х годов в Евпаторийском уезде прошла после 1892 года, в результате Котур приписали к Сакской волости.
По «…Памятной книжке Таврической губернии на 1900 год» в деревне числилось 66 жителей в 23 дворах. На 1914 год в селении действовала лютеранская школа грамотности. По Статистическому справочнику Таврической губернии. Ч.II-я. Статистический очерк, выпуск пятый Евпаторийский уезд, 1915 год, в Сакской волости Евпаторийского уезда указаны 2 деревни Котур: Котур (вакуф) и Котур (Танагоза). В деревне Котур (вакуф) числилось 16 дворов (2 двора с землёй, 14 — безземельные) с татарскими жителями в количестве 10 человек приписного населения и 50 — «постороннего», из которых 33 мужчины и 27 женщин. Жители владели 180 десятинами удобной земли. В хозяйствах имелось 30 лошадей, 2 вола, 2 коровы и 160 голов мелкого скота. В Котуре (Танагоза) — 8 дворов (1 двор с землёй, 7 — безземельные), 57 также посторонних жителей, из которых 30 мужчин и 27 женщин. Жители владели 1000 десятинами удобной земли. В хозяйствах имелось 35 лошадей, 30 волов, 45 коров и 50 голов мелкого скота. Также была экономия Котур (Оберова) — 11 дворов (все дворы с землёй), 47 посторонних, из которых 25 мужчин и 22 женщины. В экономии числилось 1050 десятинами удобной земли. В хозяйстве имелось 30 лошадей, 20 волов, 10 коров и 40 голов мелкого скота.
После установления в Крыму Советской власти, по постановлению Крымревкома от 8 января 1921 года № 206 «Об изменении административных границ» была упразднена волостная система и село вошло в состав Евпаторийского района Евпаторийского уезда, а в 1922 году уезды получили название округов. 11 октября 1923 года, согласно постановлению ВЦИК, в административное деление Крымской АССР были внесены изменения, в результате которых округа были отменены и произошло укрупнение районов — территорию округа включили в Евпаторийский район. Согласно Списку населённых пунктов Крымской АССР по Всесоюзной переписи 17 декабря 1926 года, в селе Котур (вакуф), Башмакского сельсовета Евпаторийского района, числилось 10 дворов, все крестьянские, население составляло 42 человека, все татары. Постановлением президиума КрымЦИК от 26 января 1935 года «Об образовании новой административной территориальной сети Крымской АССР» был создан Сакский район село включили в его состав. По данным всесоюзная перепись населения 1939 года в селе проживал 51 человек.
В 1944 году, после освобождения Крыма от фашистов, согласно Постановлению ГКО № 5859 от 11 мая 1944 года, 18 мая крымские татары были депортированы в Среднюю Азию. 12 августа 1944 года было принято постановление № ГОКО-6372с «О переселении колхозников в районы Крыма», по которому в район из Курской и Тамбовской областей РСФСР в район переселялись 8100 колхозников, а в начале 1950-х годов последовала вторая волна переселенцев из различных областей Украины. С 25 июня 1946 года Котур в составе Крымской области РСФСР. Указом Президиума Верховного Совета РСФСР от 18 мая 1948 года, Котур переименовали в Громовку. Название присвоено в память о лётчике Игоре Васильевиче Громове, штурмане лейтенанте бомбардировочной авиации Черноморского флота участнике боев за Одессу и Севастополь. Вместе с экипажем Громов пропал без вести (не вернулся с боевого задания) при обороне Кавказа 30 декабря 1942 года.

Громов Игорь Васильевич.

26 апреля 1954 года Крымская область была передана из состава РСФСР в состав УССР, в том же году был создан Охотниковский сельсовет, в который, судя по всему, включили селение, поскольку на 15 июня 1960 года посёлок Громовка уже числился в его составе. Указом Президиума Верховного Совета УССР «Об укрупнении сельских районов Крымской области», от 30 декабря 1962 года село присоединили к Евпаторийскому району. 1 января 1965 года, указом Президиума ВС УССР «О внесении изменений в административное районирование УССР — по Крымской области», Евпаторийский район был упразднён и село включили в состав Сакского (по другим данным — 11 февраля 1963 года). Решением Верховного Совета АРК от 18 сентября 2013 года посёлку Громовка присвоен статус села. С 12 февраля 1991 года село в восстановленной Крымской АССР, 26 февраля 1992 года переименованной в Автономную Республику Крым. По данным переписи 1989 года в селе проживало 21 человек. С 21 марта 2014 года в составе Крыма аннексирована Россией.